# La Reducción
La Reducción es una localidad argentina ubicada en el departamento Lules de la Provincia de Tucumán. Se halla prácticamente conurbada con la ciudad de San Isidro de Lules, representando una prolongación al sur de la misma sobre la Ruta Provincial 301
. También la atraviesa la Ruta Provincial 341 que la une al oeste con una planta de celulosa ubicada en esta localidad y la villa de Raco. Cuenta también con una planta de la empresa Arcor.

## Población
Cuenta con 5029 habitantes (Indec, 2010), lo que representa un incremento del 6% frente a los 4749 habitantes (Indec, 2001) del censo anterior.
| Gráfica de evolución demográfica de La Reducción entre 1960 y 2010 |
|                                                                    |
| Fuentes: INDEC                                                     |

## Santuario Nuestra Señora del Valle de La Reducción
En esta localidad tucumana se erige el Santuario donde se venera a una imagen de Nuestra Señora del Valle, que según cuenta la tradición fue hallada bajo tierra el 26 de noviembre de 1923. En 2 años se construyó una capilla pequeña dedicada a la Madre del Cielo. Al quedar muy chica la capilla por la gran cantidad de fieles que participaban de la procesión, en el año 1950 el P. Manuel Ballestero, Párroco de Lules, comenzó con la nueva obra en la construcción de una Iglesia más amplia, actual Santuario, en tierras donadas por el Ingeniero Manuel García Fernández. El 8 de diciembre del año 1966 la Imagen de la Virgen del Valle es trasladada al nuevo templo. En el lugar donde fue hallada la Imagen de la Virgen se construyó una pequeña gruta en honor a la Madre del Cielo, centro de peregrinaciones que se realiza todos los años en la misma fecha en que fue hallada. Por su parte los 8 de diciembre se congregan unos miles de peregrinos en el Santuario.  

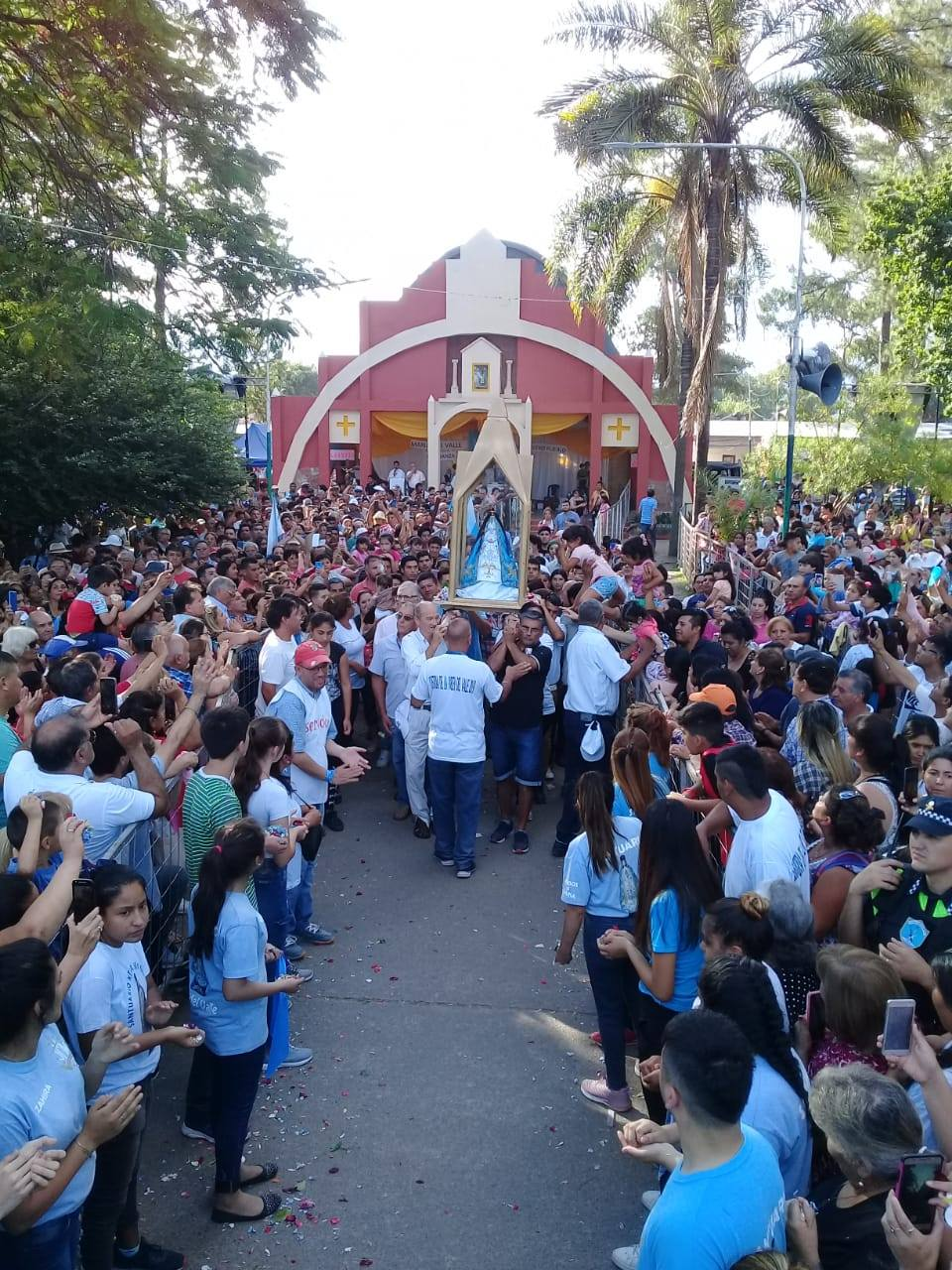